# Alireza Jadidi
Pour les articles homonymes, voir Jadidi.
Alireza Jadidi est un joueur iranien de volley-ball né en 1989 à Amol. Il mesure 2,04 m et Central en équipe d'Iran.

## Palmarès
- Meilleur contreur : Championnat du monde masculin de volley-ball des moins de 19 ans 2007
- Meilleur contreur : Coupe d'Asie de volley-ball masculin 2012